# Sofia Akatieva
Sofia Dmitriyevna Akatieva (or Akateva; em russo:  Софья Дмитриевна Акатьева; Moscou, 7 de julho de 2007) é uma patinadora artística russa. Ela é a Campeã da Rússia (2023), duas vezes vencedora das etapas do Grand Prix Júnior (Etapa da Rússia 2021 e Etapa da Polônia 2021) e bicampeã do Campeonato Russo Júnior.
Na categoria júnior, ela é a detentora dos recordes mundiais atuais no programa livre e na pontuação total.

Ela é a primeira patinadora individual da história a realizar 3 saltos quádruplos e um eixo triplo em um único programa em competições internacionais e a segunda (depois de Alysa Liu) a realizar um salto quádruplo e um eixo triplo em um único programa.
Desde 2017 é treinada por Eteri Tutberidze.